# Dania Nour
Dania Nour (en árabe: دانيا نور‎; Belén, 2 de noviembre de 2003) es una nadadora palestina.

## Trayectoria
Representó a Palestina en los Juegos Asiáticos de 2018 celebrados en Yakarta, Indonesia. Compitió en las pruebas de 50 metros estilo libre femenino, 100 metros estilo libre femenino y 50 metros mariposa femenino.
En 2019, representó a Palestina en el Campeonato Mundial de Natación celebrado en Gwangju, Corea del Sur. Compitió en las pruebas de 50 metros estilo libre femenino y 50 metros mariposa femenino.
Calificó para representar a Palestina en los Juegos Olímpicos de Tokio 2020 en Japón.